# Pływanie z płetwami na World Games 2009
Pływanie w płetwach na World Games 2009 odbyło się 23 i 24 lipca na pływalni Kaohsiung Swimming Pool. Tabelę medalową zdominowali zawodnicy z Chińskiej Republiki Ludowej, którzy wygrali cztery konkurencje oraz łącznie sięgnęli po siedem medali w zawodach. Pływanie z płetwami zostało rozegrane po raz pierwszy w historii World Games.

## Uczestnicy zawodów
| - Chiny (11) - Kolumbia (2) - Egipt (5) - Estonia (2) - Francja (3) - Niemcy (7) | - Węgry (8) - Włochy (5) - Japonia (2) - Korea Południowa (8) - Rosja (10) - Słowacja (2) - Chińskie Tajpej (5) - Ukraina (9) |

## Medaliści
| Konkurencja                          | Złoto                                                                    | Srebro                                                                      | Brąz                                                                                     |
| Mężczyźni                            |                                                                          |                                                                             |                                                                                          |
| 50 metrów pod powierzchnią           | Igor Soroka                                                              | Jewgienij Skorżenko                                                         | Kwan Ho Lee                                                                              |
| 100 metrów na powierzchni            | Jingwei Miao                                                             | Dmytro Sydorenko                                                            | Andrea Nava                                                                              |
| 200 metrów na powierzchni            | Stafano Figini                                                           | Andrea Nava                                                                 | Geung Heon You                                                                           |
| 400 metrów na powierzchni            | Stafano Figini                                                           | Sven Lutzendorf                                                             | Denes Kanyo                                                                              |
| Sztafeta 4x100 metrów na powierzchni | Ukraina · Wiktor Panow · Dmytro Szekera · Igor Soroka · Dmytro Sydorenko | Włochy · Stefano Figini · Cesare Fumarola · Gianluca Mancini · Andrea Nava  | Rosja · Andriej Burakow · Paweł Kułakow · Nikołaj Reznikow · Jewgienij Skorżenko         |
| Kobiety                              |                                                                          |                                                                             |                                                                                          |
| 50 metrów pod powierzchnią           | Baozhen Zhou                                                             | Huanshan Xu                                                                 | Jana Kasimowa                                                                            |
| 100 metrów na powierzchni            | Baozhen Zhou                                                             | Yaoyue Jiang                                                                | Camille Heitz                                                                            |
| 200 metrów na powierzchni            | Wasilisa Krawczuk                                                        | Walerija Baranowskaja                                                       | Olga Szliakowska                                                                         |
| 400 metrów na powierzchni            | Wasilisa Krawczuk                                                        | Jiao Liu                                                                    | Olga Szliakowska                                                                         |
| Sztafeta 4x100 metrów na powierzchni | Chiny · Li Jing · Liang Yaoyue · Xu Huanshan · Zhu Baozhen               | Korea Południowa · Choi Sae-Rom · Jang Ye-Sol · Jeon Ah-Ram · Kim Hyeon-Jin | Rosja · Walerija Baranowskaja · Medeja Dżawakiszwili · Jana Kasimowa · Wasilisa Krawczuk |

### Tabela medalowa
| Poz. | Państwo          |   |   |   | Łącznie |
| ---- | ---------------- | - | - | - | ------- |
| 1    | Chiny            | 4 | 3 | 0 | 7       |
| 2    | Rosja            | 2 | 2 | 3 | 7       |
| 3    | Włochy           | 2 | 2 | 1 | 5       |
| 4    | Ukraina          | 2 | 1 | 2 | 5       |
| 5    | Korea Południowa | 0 | 1 | 2 | 3       |
| 6    | Niemcy           | 0 | 1 | 0 | 1       |
| 7    | Francja          | 0 | 0 | 1 | 1       |
| 7    | Węgry            | 0 | 0 | 1 | 1       |